# Râle tapageur
Rallus crepitans
Espèce
Statut de conservation UICN

 LC  : Préoccupation mineure
Le Râle tapageur (Rallus crepitans) est une espèce d'oiseaux de la famille des Rallidae, jadis regroupée en une seule espèce avec le Râle gris (R. longirostris).

## Répartition

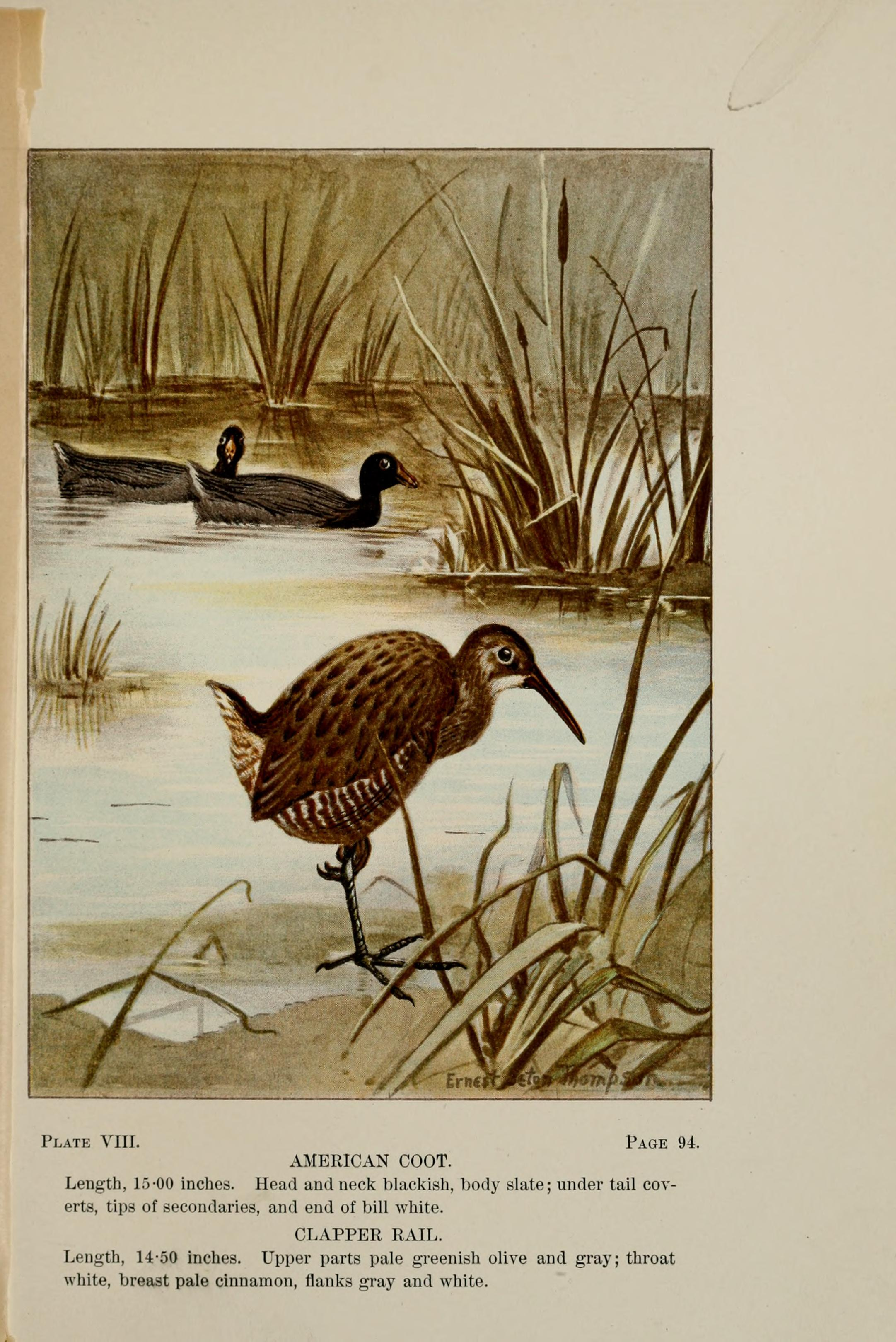
Ernest Thompson Seton, Râle tapageur, 1889

Cet oiseau fréquente le littoral est/sud des États-Unis, des Antilles et de la péninsule du Yucatán.

## Taxinomie
Selon le Congrès ornithologique international (version 5.1, 2015) et Alan P. Peterson, il existe huit sous-espèces :
- R. c. crepitans J.F. Gmelin, 1789 ;
- R. c. waynei Brewster, 1899 ;
- R. c. saturatus Ridgway, 1880 ;
- R. c. scottii Sennett, 1888 ;
- R. c. insularum W.S. Brooks, 1920 ;
- R. c. coryi Maynard, 1887 ;
- R. c. caribaeus Ridgway, 1880 ;
- R. c. pallidus Nelson, 1905 (inclut les sous-espèces grossi et belizensis).